# Fettverdauung

Beispiel für ein Triglycerid im Fett. Der blau markierte Fettsäurerest ist gesättigt, der grün markierte ist einfach, der rot markierte dreifach ungesättigt. Im Zentrum ist schwarz das dreifach veresterte Glycerin erkennbar.

Die Fettverdauung ist die Verdauung von Fetten und fettähnlichen Substanzen im Körper. Die im Zusammenhang mit der Energiebereitstellung relevanten Fette sind dabei die sogen. Triglyceride, durch Wasserabspaltung entstanden aus je einem Molekül Glycerin und – daher ihr Name – drei identischen oder verschiedenen Molekülen Fettsäure.
Durch die Nahrung nehmen wir insgesamt folgende Lipide auf:
- Triglyceride (d. h. Fette, pflanzliche Öle etc.)
- Fettsäuren unterschiedlicher Größe und Sättigung
- Cholesterin (in Eiern, Fleisch etc.)

## Fettverdauung beim Menschen

### Absorption
Im Magen werden die Fette aus der Nahrung durch die Magenperistaltik im Chymus (Speisebrei) emulgiert. Gleichzeitig werden durch die Magenlipase die Fette schon zu 15 % zerlegt.
Im Darm wird durch die peristaltischen Bewegungen des Darmes eine weitere Emulgierung der Fette ermöglicht. Durch den Gallensaft (der in der Leber gebildet und in der Gallenblase gespeichert wird) bilden sich kleinste Fetttröpfchen (siehe auch: Emulgator). Durch diese Konfiguration können die Lipasen optimal arbeiten, außerdem wird so die Oberfläche, an der die Lipase angreift, beträchtlich vergrößert. Die Pankreaslipase arbeitet in Anwesenheit von Colipase (aus Pro-Colipase durch Einwirkung von Trypsinen entstanden) und Calciumionen. Dabei werden vom Triacylglycerid schrittweise ein bis zwei Fettsäuremoleküle hydrolytisch abgetrennt, so dass schließlich zwei freie Fettsäuremoleküle und ein 2-Monoacylglycerid entstehen. Die zweite wichtige im Dünndarm arbeitende Lipase ist die Gallensalz-aktivierte Lipase, die auch Triglyceride, vor allem aber Cholesterinester spaltet.
Aus den Fettsäuremolekülen und den 2-Monoacylglyceriden entstehen im Darmlumen Mizellen, die sich an die Bürstensaummembran anlagern, von wo aus ihr Inhalt entweder passiv oder bei freien Fettsäuren auch Carrier-vermittelt durch die Phospholipidmembran in die Enterozyten aufgenommen wird. Fettlösliche Vitamine wie Vitamin A, D, E und K können dabei nur auf diese Weise, also zusammen mit Fetten absorbiert werden. Bei einem Mangel an Pankreaslipase in Folge einer exokrinen Pankreasinsuffizienz kommt es zur Maldigestion, häufig einhergehend mit hellem, übelriechenden und voluminösen Durchfall („Fettstuhl“, Steatorrhoe). Betroffene zeigen einen chronischen Gewichtsverlust und langfristig kann ein Mangel an fettlöslichen Vitaminen auftreten (Hypovitaminose).

### Transport
In den Darmzellen findet anschließend eine Reveresterung statt, d. h. die freien Fettsäuren werden wieder mit den Monoglyceriden unter Wasserabspaltung zu Triglyceriden verestert. Hydrophobe Stoffe aber können im Blut als einem wässrigen Medium nicht ohne weiteres weitertransportiert werden. Aus den entstandenen Triglyceriden, Cholesterin, Cholesterinestern, Phospholipiden, Apolipoprotein und fettlöslichen Vitaminen werden daher zunächst einmal naszierende Chylomikronen gebildet, die anschließend in Vesikel des Golgi-Apparates aufgenommen und durch Exozytose in das lymphatische System ausgeschieden werden. Etwa 80 % der Chylomikronen gelangen so über das lymphatische System ins Blut, von wo aus die Triglyceride schließlich zu folgenden Bestimmungsorten gelangen:
- Leber zur Speicherung, Verarbeitung und Oxidation.
- Myozyten (Muskelfasern) u. a. Organe, wo die Fette zur Energiegewinnung oxidiert werden. Die Muskulatur ist außerdem in der Lage, eine gewisse Menge an Triglyceriden zu speichern.
- Fettzellen zur Speicherung.